# Intraco I
La tour Intraco I est un gratte-ciel situé à Varsovie en Pologne.
Culminant à 107 mètres hors antenne et comprenant 39 étages, Intraco I est le 13e plus haut gratte-ciel de Varsovie, après la tour Łucka City, qui la dépasse de 5 mètres (mais qui fait 30 étages), et supérieur d'un mètre au Novotel Warszawa Centrum (33 étages). Sa façade est de verre et de couleur verte. Un restaurant se situe au dernier étage.
Sa construction a démarré en 1974 et s'est achevée en 1975. Il était à cette date le second plus haut bâtiment de la ville, après le Palais de la culture, jusqu'à l'érection de la tour Intraco II (aujourd'hui Oxford Tower) en 1978, qui surpasse Intraco I de 3 étages et 32 mètres. Avant sa rénovation en 1999, l'immeuble avait 38 étages et sa façade était recouverte de plaques de céramique bleu-vert.
Voir aussi Intraco II.